# Салаи, Аттила
Аттила Арпад Салаи (венг. Szalai Árpád Attila; род. 20 января 1998, Будапешт) — венгерский футболист, защитник клуба «Хоффенхайм» и сборной Венгрии, выступающий на правах аренды за клуб  «Касымпаша». Участник чемпионатов Европы 2020 и 2024 годов.

## Клубная карьера

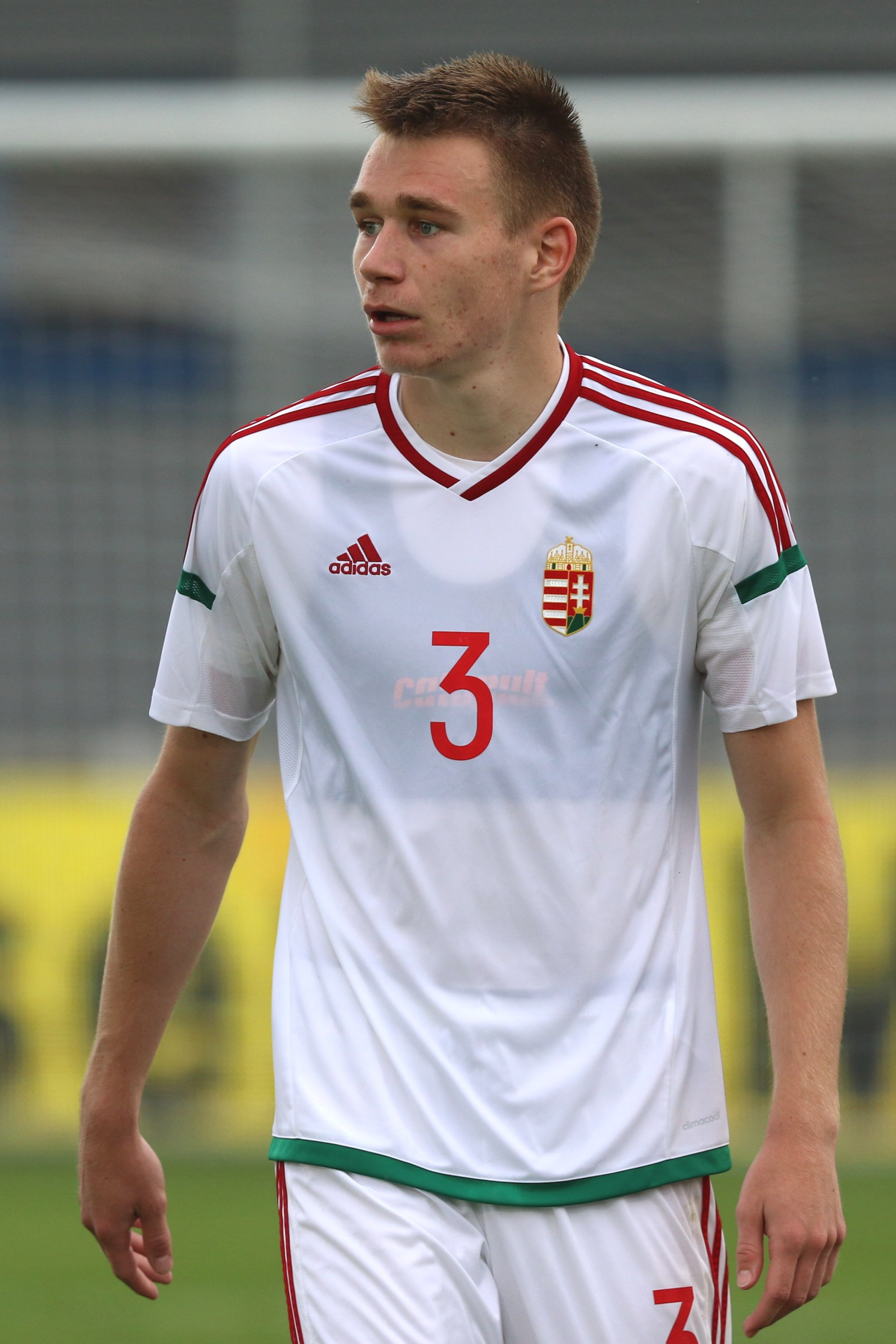
Салаи в составе юношеской сборной Венгрии

Салаи — воспитанник клуба «Вашаш». В 2012 году он подписал контракт с венским «Рапидом». Для получения игровой практики Аттила выступал за дублирующий состав. 11 мая 2016 года в матче против «Альтаха» он дебютировал в австрийской Бендеслиге. Летом 2017 года в поисках игровой практики Салаи вернулся на родину подписав контракт с клубом «Мезёкёвешд». 30 июля в матче против «Ференцвароша» он дебютировал в чемпионате Венгрии. 21 июля 2018 года в поединке против «Пакша» Аттила забил свой первый гол за «Мезёкёвешд».
Летом 2019 года Салаи перешёл в лимасольский «Аполлон». 14 сентября в матче против «Пафоса» он дебютировал в чемпионате Кипра. 20 августа в поединке против «Эрмиса» Аттила забил свой первый гол за «Аполлон».
В начале 2021 года Салаи подписал контракт с турецким «Фенербахче» на 4,5 года. 25 января в матче против «Кайсериспора» он дебютировал в турецкой Суперлиге. 8 марта в поединке против «Коньяспора» Аттила забил свой первый гол за «Фенербахче».
11 июня 2023 года Салаи подписал 4-летний контракт за 12.3 миллиона евро с немецким «Хоффенхаймом». В матче против «Фрайбурга» он дебютировал в Бундеслиге.
21 января 2024 года был отдан в аренду до конца сезона во «Фрайбург». 27 января в матче против «Вердера» он дебютировал за новую команду. По окончании аренды игрок вернулся в «Хоффенхайм».

## Международная карьера
15 ноября 2019 года в товарищеском матче против сборной Уругвая Салаи дебютировал за сборную Венгрии. 17 ноября 2022 года в поединке против сборной Люксембурга он забил свой первый гол за национальную команду.
В 2021 году Салаи в составе сборной принял участие в чемпионате Европы. На турнире он сыграл в матчах против команд Португалии, Франции и Германии.
В 2024 году Салаи во второй раз принял участие в чемпионате Европы 2024 в Германии. На турнире он сыграл в матчах против сборных Швейцарии и Шотландии.

### Голы за сборную Венгрии
| #  | Дата           | Место                                       | Противник  | Счёт | Результат | Соревнование      |
| -- | -------------- | ------------------------------------------- | ---------- | ---- | --------- | ----------------- |
| 1. | 17 ноября 2022 | Стадион Люксембурга, Люксембург, Люксембург | Люксембург | 1:1  | 2:2       | Товарищеский матч |